# Liste der Naturwaldreservate in Rheinland-Pfalz

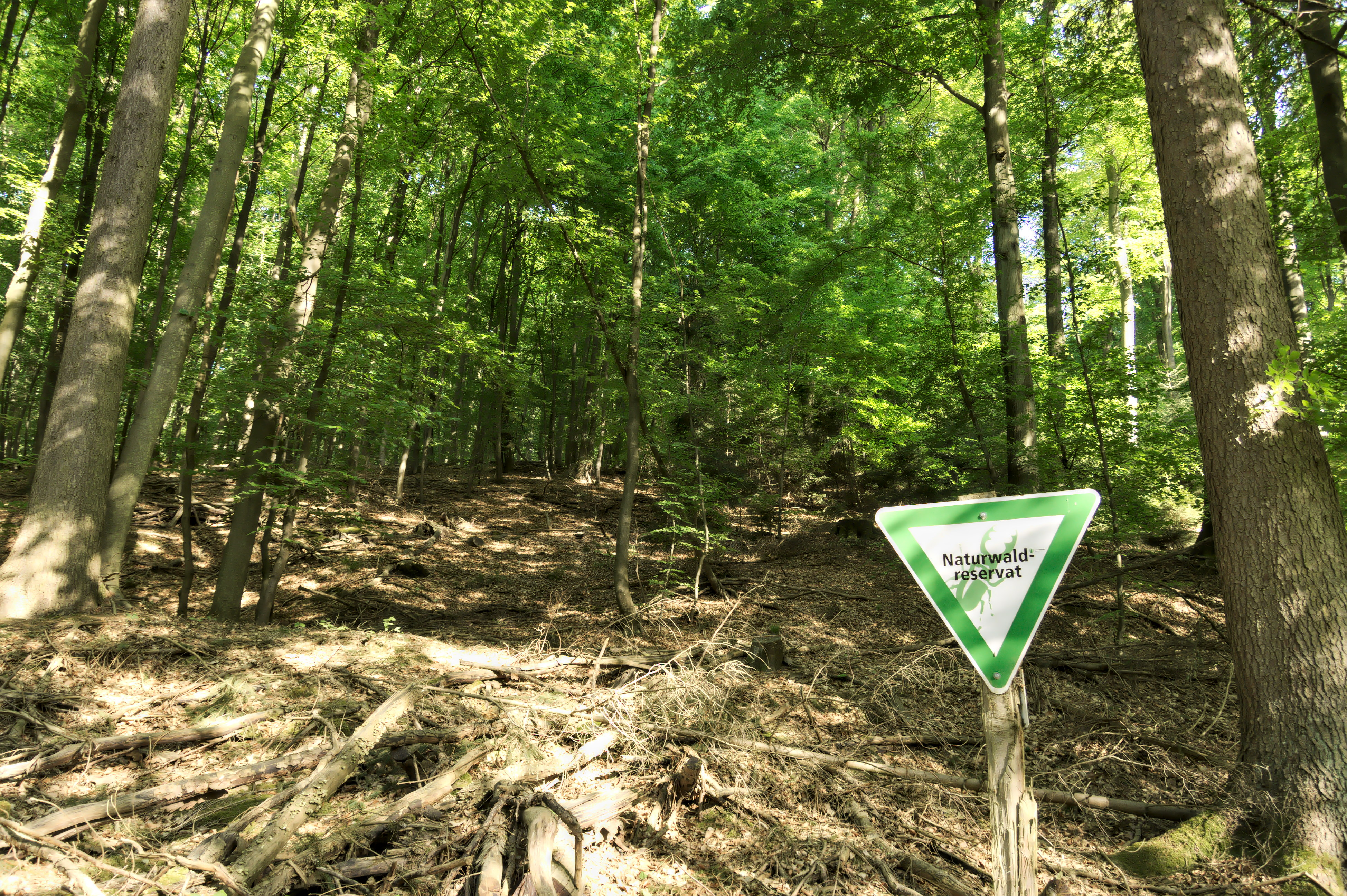
Kennzeichen

Die Liste der Naturwaldreservate in Rheinland-Pfalz enthält 54 (Stand März 2017) Naturwaldreservate in Rheinland-Pfalz. Die Liste enthält die amtlichen Bezeichnungen für Namen, Kennung, Naturraum, Größe und das Jahr der Ausweisung. Die geographischen Lage ist gemittelt und die Angabe des Landkreises / Stadt bezieht sich auf diese Angabe. Die Gebiete können sich jedoch auch über mehrere Landkreise erstrecken.
Seit etwa 40 Jahren (verstärkt seit dem Naturschutzjahr 1970) werden in ganz Deutschland Naturwaldreservate ausgewiesen, um eine Palette an Totalreservaten zu erhalten. Naturwaldreservate sind Wälder, die sich in einem weitgehend naturnahen Zustand befinden. Die natürliche Waldentwicklung läuft hier ungestört ab. Im Lauf der Zeit entstehen dort Urwälder mit starken Bäumen und viel Totholz. In Rheinland-Pfalz gibt es derzeit 54 solche Naturwaldreservate mit 2048 ha Fläche.

## Liste
| Name des Gebietes     | Bild | Kennung | Naturraum                                        | Landkreis / Stadt             | Beschreibung / Bemerkungen                                                                             | Standort | Fläche in Hektar | Jahr der Verordnung |
| --------------------- | ---- | ------- | ------------------------------------------------ | ----------------------------- | --- | -------- | ---------------- | ------------------- |
| Adamshölle            |      | 07-042  | Eifel und Vennvorland                            | Landkreis Cochem-Zell         | | Position | 30,0             | 1995                |
| Adelsberg-Lutzelhardt |      | 07-024  | Pfälzer Wald, Haardtgebirge                      | Landkreis Südwestpfalz        | Grenzüberschreitendes Naturwaldreservat, Gesamtfläche mit dem französischen Teil beträgt circa 400 ha. | Position | 192,0            | 1976                |
| An den zwei Steinen   |      | 07-005  | Hunsrück                                         | Landkreis Bernkastel-Wittlich | | Position | 22,0             | 1982                |
| Blechkiefer           |      | 07-028  | Pfälzer Wald, Haardtgebirge                      | Landkreis Bad Dürkheim        | Elmstein                                                                                               | Position | 27,0             | 1972                |
| Eischeid              |      | 07-014  | Eifel und Vennvorland                            | Landkreis Vulkaneifel         | | Position | 35,0             | 1982                |
| Eschdell              |      | 07-034  | Saar-Nahe-Berg- und Hügelland                    | Donnersbergkreis              | Dannenfels                                                                                             | Position | 6,0              | 1972                |
| Eselskopf             |      | 07-061  | Eifel und Vennvorland                            | Eifelkreis Bitburg-Prüm       | | Position | 30,0             | 2002                |
| Etscheid              |      | 07-056  | Eifel und Vennvorland                            | Landkreis Mayen-Koblenz       | | Position | 40,5             | 2001                |
| Eulenhald             |      | 07-030  | Pfälzer Wald, Haardtgebirge                      | Landkreis Kaiserslautern      | | Position | 19,0             | 1966                |
| Eußerthal             |      | 07-048  | Pfälzer Wald, Haardtgebirge                      | Landkreis Südliche Weinstraße | östlich des Ortes Eußerthal                                                                            | Position | 44,0             | 1995                |
| Gebück                |      | 07-054  | Hunsrück                                         | Landkreis Birkenfeld          | | Position | 35,0             | 1995                |
| Gimpelrhein           |      | 07-018  | Oberrheinisches Tiefland und Rhein-Main-Tiefland | Landkreis Germersheim         | | Position | 6,4              | 1966                |
| Gottlob               |      | 07-008  | Hunsrück                                         | Landkreis Bernkastel-Wittlich | | Position | 17,0             | 1982                |
| Großer Berg           |      | 07-047  | Pfälzerwald                                      | Landkreis Kaiserslautern      | | Position | 52,0             | 1995                |
| Grünberg              |      | 07-059  | Pfälzerwald                                      | Landkreis Bad Dürkheim        | Elmstein                                                                                               | Position | 64,0             | 2001                |
| Haardt                |      | 07-053  |                                                  | Landkreis Bernkastel-Wittlich | | Position | 32,0             | 1999                |
| Haidbrunnen           |      | 07-032  | Pfälzerwald                                      | Landkreis Kaiserslautern      | | Position | 4,0              | 1976                |
| Herrenort             |      | 07-058  | Hunsrück                                         | Landkreis Birkenfeld          | | Position | 24,0             | 1995                |
| Himbeerberg           |      | 07-016  | Hunsrück                                         | Landkreis Trier-Saarburg      | Mandern                                                                                                | Position | 42,0             | 1991                |
| Hohfelshalde          |      | 07-036  | Saar-Nahe-Berg- und Hügelland                    | Donnersbergkreis              | Imsbach                                                                                                | Position | 34,0             | 1973                |
| Holländerschlag       |      | 07-019  | Oberrheinisches Tiefland und Rhein-Main-Tiefland | Landkreis Germersheim         | | Position | 1,2              | 1967                |
| Jungenwald            |      | 07-051  | Hunsrück                                         | Landkreis Bernkastel-Wittlich | | Position | 56,0             | 1995                |
| Kampelstich           |      | 07-052  | Hunsrück                                         | Landkreis Trier-Saarburg      | Osburg                                                                                                 | Position | 31,0             | 1995                |
| Katzenbacherhang      |      | 07-037  | Saar-Nahe-Berg- und Hügelland                    | Donnersbergkreis              | Rockenhausen                                                                                           | Position | 50,0             | 1972                |
| Katzenkopf            |      | 07-004  | Hunsrück                                         | Rhein-Hunsrück-Kreis          | | Position | 8,0              | 1982                |
| Kondelwald            |      | 07-015  | Eifel und Vennvorland                            | Landkreis Bernkastel-Wittlich | | Position | 41,0             | 1982                |
| Königsau              |      | 07-055  | Hunsrück                                         | Landkreis Bad Kreuznach       | | Position | 40,0             | 1995                |
| Königsberg            |      | 07-013  | Eifel und Vennvorland                            | Eifelkreis Bitburg-Prüm       | | Position | 51,0             | 1982                |
| Koppelborn            |      | 07-006  | Hunsrück                                         | Landkreis Bernkastel-Wittlich | | Position | 13,0             | 1982                |
| Langbruch             |      | 07-010  | Hunsrück                                         | Landkreis Birkenfeld          | | Position | 42,0             | 1982                |
| Langendell            |      | 07-050  | Pfälzerwald                                      | Landkreis Südwestpfalz        | Heltersberg                                                                                            | Position | 58,0             | 1999                |
| Leitenberger Platte   |      | 07-031  | Pfälzerwald                                      | Landkreis Kaiserslautern      | | Position | 18,4             | 1976                |
| Lützelrech            |      | 07-043  | Hunsrück                                         | Landkreis Bad Kreuznach       | | Position | 47,0             | 1995                |
| Masseroth             |      | 07-057  | Westerwald                                       | Rhein-Lahn-Kreis              | | Position | 40,0             | 1995                |
| Mittelkopf            |      | 07-022  | Pfälzerwald                                      | Landkreis Südliche Weinstraße | Birkenhördt                                                                                            | Position | 14,0             | 1975                |
| Mörderhäufel          |      | 07-020  | Oberrheinisches Tiefland und Rhein-Main-Tiefland | Landkreis Mainz-Bingen        | | Position | 110,0            | 1967                |
| Mummelsköpfe          |      | 07-023  | Pfälzerwald                                      | Landkreis Südwestpfalz        | | Position | 52,6             | 1972                |
| Nauberg               |      | 07-001  | Westerwald                                       | Westerwaldkreis               | | Position | 98,0             | 1982                |
| Oberer Karlskopf      |      | 07-017  | Oberrheinisches Tiefland und Rhein-Main-Tiefland | Landkreis Germersheim         | | Position | 13,0             | 1966                |
| Palmbruch             |      | 07-007  | Hunsrück                                         | Landkreis Bernkastel-Wittlich | | Position | 6,0              | 1982                |
| Perlenberg            |      | 07-049  | Pfälzerwald                                      | Landkreis Kaiserslautern      | Bann (Pfalz)                                                                                           | Position | 12,0             | 1994                |
| Pfaffenberg           |      | 07-045  | Pfälzerwald                                      | Landkreis Südwestpfalz        | Wilgartswiesen                                                                                         | Position | 76,0             | 1995                |
| Riedried              |      | 07-060  | Oberrheinisches Tiefland und Rhein-Main-Tiefland | Landkreis Germersheim         | | Position | 44,0             | 1995                |
| Rotenberghang         |      | 07-040  | Pfaelzisch-Saarlaendisches Muschelkalkgebiet     | Landkreis Kaiserslautern      | | Position | 22,0             | 1991                |
| Ruppelstein           |      | 07-011  | Hunsrück                                         | Landkreis Birkenfeld          | | Position | 5,5              | 1982                |
| Schwappelbruch        |      | 07-002  | Hunsrück                                         | Rhein-Hunsrück-Kreis          | | Position | 22,0             | 1982                |
| Springenkopf          |      | 07-009  | Hunsrück                                         | Landkreis Bernkastel-Wittlich | | Position | 18,0             | 1982                |
| Stelzenbach           |      | 07-044  | Westerwald                                       | Westerwaldkreis               | | Position | 77,0             | 1995                |
| Stuttpferch           |      | 07-021  | Oberrheinisches Tiefland und Rhein-Main-Tiefland | Landkreis Germersheim         | | Position | 27,0             | 1970                |
| Tabener Urwald        |      | 07-012  | Hunsrück                                         | Landkreis Trier-Saarburg      | Taben-Rodt; Blockschutt mit wenig Bodenauflage                                                         | Position | 22,0             | 1982                |
| Veldenzerhammer       |      | 07-041  | Hunsrück                                         | Landkreis Bernkastel-Wittlich | | Position | 39,0             | 1995                |
| Wartenberg            |      | 07-026  | Pfälzerwald                                      | Landkreis Südwestpfalz        | Merzalben                                                                                              | Position | 8,0              | 1972                |
| Wildensteiner Tal     |      | 07-035  | Saar-Nahe-Berg- und Hügelland                    | Landkreis Bernkastel-Wittlich | | Position | 83,0             | 1972                |
| Wüsttal               |      | 07-025  | Pfälzer Wald, Haardtgebirge                      | Landkreis Südwestpfalz        | Merzalben                                                                                              | Position | 46,0             | 1972                |